# 法国传统地区

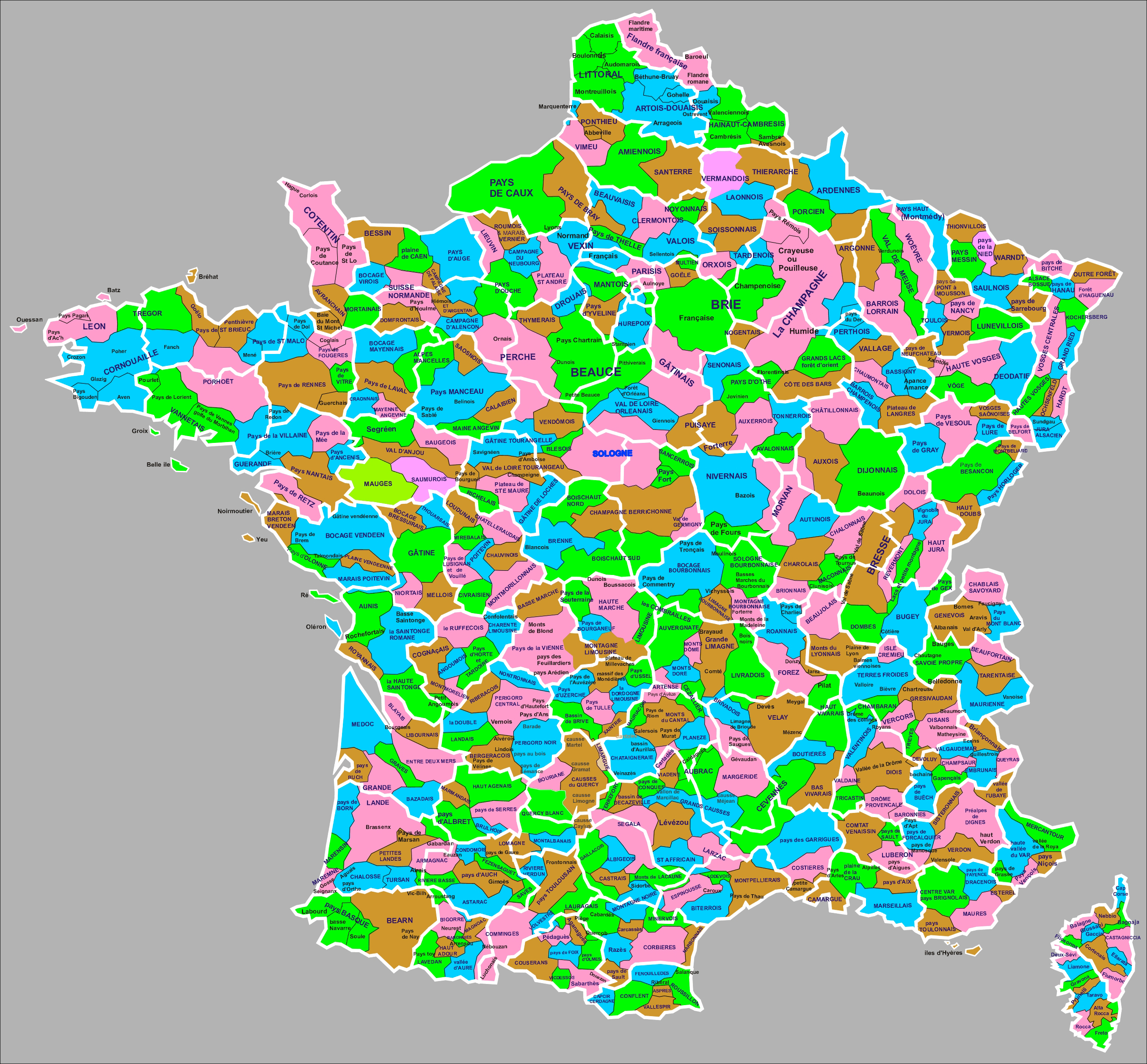
法国传统地区地图

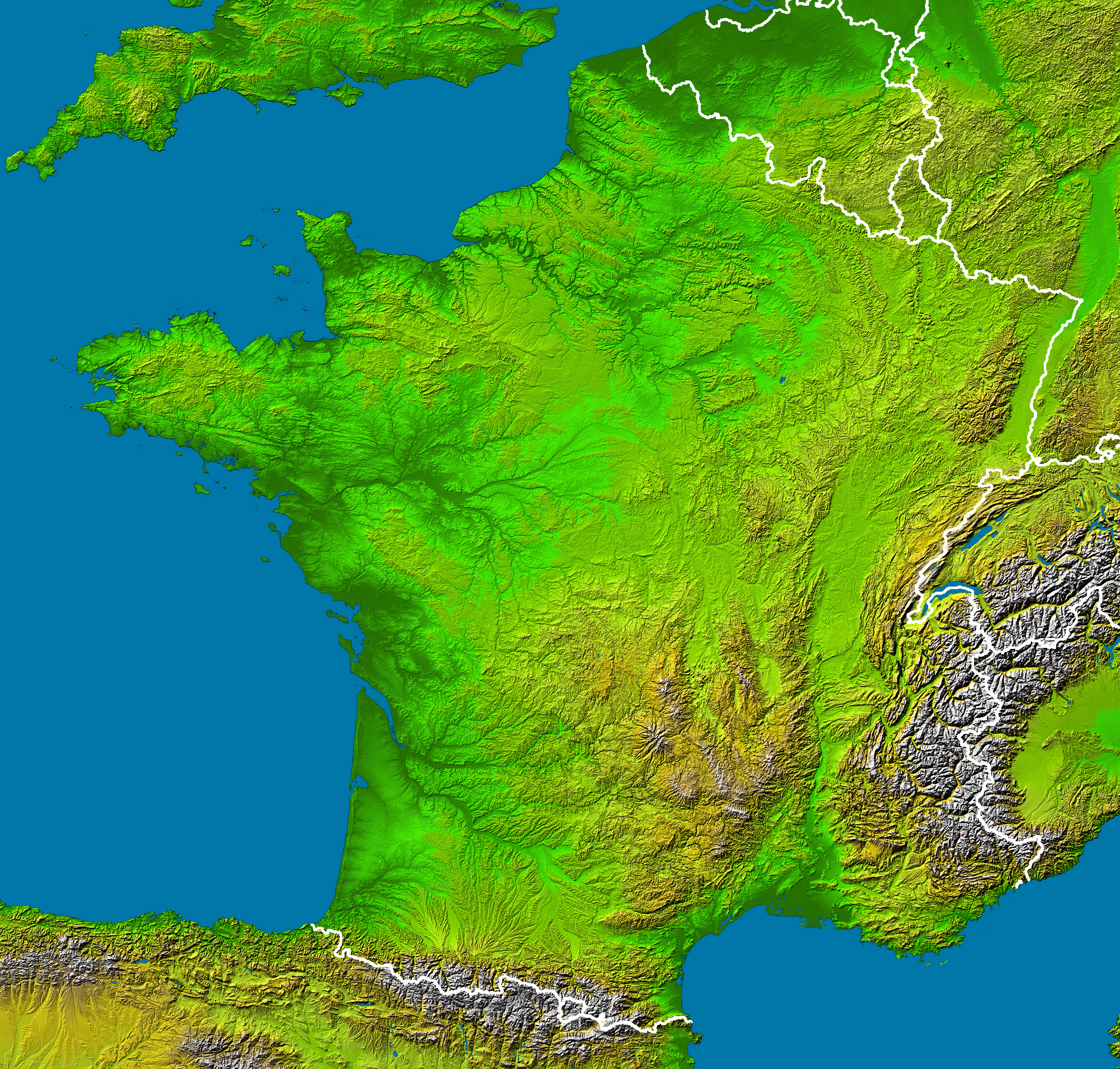
法国本土的地形图

法国传统地区（法語：pays traditionnel de France），或自然区（法語：région naturelle），是具有一定范围、有同种物理特征（如地貌、地质、气候、土壤、水资源）的历史上有着同族人定居及身份认同的地区。 
“自然区”一词与“行政区域”一词的区别在于，“行政区域”涉及政治组织和领土的行政管理。 

## 历史遗产
法国的许多自然区能够对应于中世纪的政治界限，其继承自高卢罗马的帕古斯（Pagus）。特别是自16世纪以来，这些“地区”的概念被地理学家、当地学者以及古时乡下人认可，或是被创造出来。 。最终，自然区可能会与管理这些区域的政权混为一谈。以下有许多例子： 
- 法兰西地区已将其名称扩展到法国 ;
- 阿图瓦（阿拉斯地区）和阿图瓦伯国（Comté d'Artois）;
- 埃诺（Hainaut）（最初仅限于艾訥河谷）既指历史地区，也是今比利时的省份;
- 卢瓦尔河谷地区包括中央-卢瓦尔河谷大区、马耶讷省、萨尔特省和曼恩-卢瓦尔省。

## 相关文章
- 行省 (法国)
- 生物区
- 法国农业区
- 自然遗址
- 风土